# Scaphura marginata
Scaphura marginata är en insektsart som först beskrevs av Walker, F. 1869.  Scaphura marginata ingår i släktet Scaphura och familjen vårtbitare. Inga underarter finns listade i Catalogue of Life.